# Podział ryzyka
Podział ryzyka – ustalenie stopnia, w jakim ubezpieczyciel w zamian za otrzymaną składkę ubezpieczeniową zobowiązuje się pokryć zaistniałe szkody objęte polisą ubezpieczeniową.

## Formalne ujęcie problemu
Zagadnienie podziału ryzyka sprowadza się do zdefiniowania funkcji {\displaystyle I:[0,\infty )\to [0,\infty ).} Argumentem tej funkcji jest wysokość szkody objętej ubezpieczeniem, a wartość {\displaystyle I(x)} jest interpretowana jako świadczenie wypłacone przez ubezpieczyciela. Zakłada się przy tym, że funkcja {\displaystyle I} spełnia warunek {\displaystyle \forall _{x\in [0,\infty )}0\leqslant I(x)\leqslant x.}
W przypadku pełnego (maksymalnego) pokrycia szkody przez ubezpieczyciela funkcja {\displaystyle I} jest identycznościowa {\displaystyle (I(x)\equiv x).}

## Teoria użyteczności w podziale ryzyka
Przyjmując pewne kryteria wynikające z teorii użyteczności możliwe jest wyznaczenie optymalnego podziału ryzyka.
Jeśli pewien decydent:
- przejawia awersję do ryzyka (tzn. maksymalizuje wartość oczekiwaną funkcji użyteczności {\displaystyle u(x),} takiej że {\displaystyle u'(x)>0} oraz {\displaystyle u''(x)<0} dla wszystkich {\displaystyle x} mniejszych od początkowego majątku decydenta)
- narażony jest na szkodę której wartość wyraża się zmienną losową {\displaystyle X}
- jest skłonny przeznaczyć kwotę {\displaystyle P\in (0,(1+\theta )E(x)]} na zakup ubezpieczenia

Jeśli ponadto rynek ubezpieczeniowy oferuje wszystkie możliwe kontrakty spełniające warunek {\displaystyle \forall _{x\in [0,\infty )}0\leqslant I(x)\leqslant x,} to decydent osiągnie maksimum oczekiwanej użyteczności:
- zakupując kontrakt:
{\displaystyle I_{d^{*}}={\begin{cases}0&x\leqslant d^{*}\\x-d^{*}&x>d^{*},\end{cases}}}

gdzie {\displaystyle d^{*}} jest rozwiązaniem równania {\displaystyle P=(1+\theta )\cdot E(I_{d}(X))} względem niewiadomej {\displaystyle d,}
- nie wykupując żadnego ubezpieczenia w przypadku, gdy narzut {\displaystyle \theta } na składkę netto jest za duży lub awersja decydenta do ryzyka zbyt słaba.

## Interpretacja i zastosowanie w praktyce
Założenie, że podmioty kierują się maksymalizacją oczekiwanej użyteczności jest szeroko stosowane w ekonomii i nie budzi ono większych kontrowersji. W zakresie założeń odnośnie do pochodnych funkcji użyteczności (i pośrednio jej kształtu) to pierwsze z nich o dodatniości pierwszej pochodnej interpretuje się tak, że „lepiej mieć więcej niż mniej”. Drugie założenie (ujemny znak drugiej pochodnej) oznacza, że dany podmiot cechuje się awersją do ryzyka, a więc w miarę możliwości stara się ryzyka unikać. Awersja taka powszechna być nie musi, ale zakłada się, że podjęcie decyzji o wykupie ubezpieczenia jest przejawem występowania takiej właśnie awersji.
W praktyce oprócz podziału ryzyka między ubezpieczonego a ubezpieczyciela istnieje jeszcze część ryzyka związana z reasekuracją. Wtedy w przypadku szkód o dużej wartości część kwoty odszkodowania pokrywana jest przez reasekuratora.